# Rico Freimuth
Rico Freimuth (né le 14 mars 1988 à Potsdam) est un athlète allemand spécialiste du décathlon.

## Carrière
Rico Freimuth obtient la médaille de bronze du décathlon aux Championnats d'Europe juniors 2007 avec 7 524 points. Il est devancé par l'Allemand Matthias Prey et le Slovène Rok Deržanic.
En juillet 2011, il se classe deuxième lors meeting de Ratingen derrière l'Algérien Larbi Bourrada. Il bat à cette occasion son record personnel, avec 8 287 points. Cette performance, au-delà des minima A fixés à 8 200 pts, lui permet d'être qualifié pour les Championnats du monde d'athlétisme 2011,.
Rico Freimuth est le fils d'Uwe Freimuth, lui aussi décathlonien, qui s'est notamment classé quatrième aux Championnats du monde 1983 à Helsinki.
Le 25 juin 2017, il remporte le Mehrkampf-Meeting Ratingen avec 8 663 points, améliorant la meilleure performance mondiale de l'année et réalisant un nouveau record personnel de plus de 100 unités.
Le 12 août, l'Allemand obtient sa deuxième médaille mondiale à l'occasion des Championnats du monde de Londres où il décroche l'argent avec 8 564 points, derrière le Français Kévin Mayer (8 768 points). Son compatriote Kai Kazmirek complète le podium en prenant la médaille de bronze.
Il annonce la fin de sa carrière sportive le 1er octobre 2020, 3 ans après son dernier décathlon.

## Palmarès
| Date | Compétition                           | Lieu                                  | Résultat | Discipline | Points |
| ---- | ------------------------------------- | ------------------------------------- | -------- | ---------- | ------ |
| 2007 | Championnats d’Europe juniors         | Hengelo                               | 3e       | Décathlon  | 7 524  |
| 2011 | Meeting de Ratingen                   | Ratingen                              | 2e       | Décathlon  | 8 287  |
| 2012 | Jeux olympiques                       | Londres                               | 6e       | Décathlon  | 8 320  |
| 2013 | Meeting de Ratingen                   | Ratingen                              | 2e       | Décathlon  | 8 488  |
| 2013 | Championnats du monde                 | Moscou                                | 7e       | Décathlon  | 8 382  |
| 2014 | Hypo-Meeting                          | Götzis                                | 3e       | Décathlon  | 8 317  |
| 2014 | Mehrkampf-Meeting Ratingen            | Ratingen                              | 1er      | Décathlon  | 8 356  |
| 2014 | Championnats d'Europe                 | Zurich                                | 7e       | Décathlon  | 8 308  |
| 2014 | Coupe du monde des épreuves combinées | Coupe du monde des épreuves combinées | 1er      | Décathlon  | 24 981 |
| 2015 | Championnats du monde                 | Pékin                                 | 3e       | Décathlon  | 8 561  |
| 2016 | Jeux olympiques                       | Rio de Janeiro                        | —        | Décathlon  | DNF    |
| 2017 | Hypo-Meeting                          | Götzis                                | 3e       | Décathlon  | 8 365  |
| 2017 | Mehrkampf-Meeting Ratingen            | Ratingen                              | 1er      | Décathlon  | 8 663  |
| 2017 | Championnats du monde                 | Londres                               | 2e       | Décathlon  | 8 564  |
| 2017 | Coupe du monde des épreuves combinées | Coupe du monde des épreuves combinées | 1er      | Décathlon  | 25 592 |

## Records
| Épreuve          | Performance    | Lieu                    | Date                                  |
| ---------------- | -------------- | ----------------------- | ------------------------------------- |
| 100 mètres       | 10 s 40 (+1.1) | Ratingen                | 28 juin 2014                          |
| Longueur         | 7,60 m         | Ratingen                | 24 juin 2017                          |
| Poids            | 15,62 m        | Ratingen                | 27 juin 2015                          |
| Hauteur          | 2,01 m         | Ratingen                | 24 juin 2017                          |
| 400 mètres       | 47 s 51        | Götzis                  | 26 mai 2012                           |
| 110 mètres haies | 13 s 63        | Zurich                  | 13 août 2014                          |
| Disque           | 51,56 m        | Ratingen                | 25 juin 2017                          |
| Perche           | 4,90 m         | Londres Moscou Ratingen | 9 août 2012 11 août 2013 25 juin 2017 |
| Javelot          | 65,04 m        | Ratingen                | 17 juillet 2011                       |
| 1500 mètres      | 4 min 34 s 69  | Ratingen                | 16 juin 2013                          |
| Décathlon        | 8 663 pts      | Ratingen                | 25 juin 2017                          |

| Épreuve         | Performance   | Lieu      | Date             |
| --------------- | ------------- | --------- | ---------------- |
| 60 mètres       | 6 s 98        | Dortmund  | 28 janvier 2012  |
| Longueur        | 7,16 m        | Francfort | 29 janvier 2011  |
| Poids           | 14,63 m       | Dortmund  | 28 janvier 2012  |
| Hauteur         | 1,91 m        | Francfort | 30 janvier 2010  |
| 60 mètres haies | 7 s 83        | Karlsruhe | 1er février 2014 |
| Perche          | 4,70 m        | Dortmund  | 29 janvier 2012  |
| 1 000 mètres    | 2 min 48 s 22 | Dortmund  | 29 janvier 2012  |
| Heptathlon      | 5 715 pts     | Dortmund  | 29 janvier 2012  |